# Clyde Drexler
Clyde Austin Drexler (New Orleans, Louisiana, 22. lipnja 1962.) umirovljeni je američki profesionalni košarkaš. Igrao je na poziciji bek šutera ili niskog krila. Izabran je u 1. krugu (14. ukupno) NBA drafta 1983. od strane Portland Trail Blazersa. U svojoj petnaestogodišnjoj NBA karijeri igrao je za Portland Trail Blazerse i Houston Rocketse, s kojima je, uz pomoć Hakeema Olajuwona, osvojio svoj jedini NBA prsten u karijeri. Drexler je deseterostruki NBA All-Star te je pet puta biran u All-NBA momčad i izabran je za 50 najvećih košarkaša u povijesti NBA lige. Umirovio se 1998. godine, a u Kuću slavnih primljen je 2004. godine.

## Sveučilište
Pohađao je srednju školu Ross Sterling High School. Poslije srednje škole odlučio se na pohađanje sveučilišta u Houstonu. Drexler je predvodio svoju momčad do dva polufinala NCAA natjecanja 1982. i 1983. godine te do finala NCAA natjecanja kojeg su Cugarsi izgubili od sveučilišta North Carolina State. Nakon završetka sezone, Drexler se odlučio prijaviti na NBA draft.

## NBA karijera
Izabran je kao 14. izbor NBA drafta 1983. od strane Portland Trail Blazersa. Nakon nekoliko sjajnih sezona, Drexler je odveo Blazerse do NBA finala 1990. i 1992. godine. U NBA finalu 1990. godine susreli su se s Detroit Pistonsima od kojih su izgubili u pet utakmica, dok su u NBA finalu 1992. godine od Chicago Bullsa izgubili rezultatom 4-2. Tijekom te serije Drexler je prosječno postizao 24,8 poena, 7,8 skokova i 5,3 asistencije. 14. veljače 1995. Blazersi su odobrili Drexlerovu želju za zamjenom u Houston Rocketse. Te sezone Rocketsi su ostvarili omjer 47-35 i zauzeli šesto mjesto na Zapadu. Međutim, iznenađujuće su stigli do NBA finala gdje su se susreli s favoriziranim Orlando Magicima. Zajedno s dugogodišnjim prijateljem Hakemom Olajuwonom, odveo je Rocketse do pobjede u četiri utakmice i osvajanja NBA naslova. Tijekom serije s Magicima prosječno je postizao 21,5 poena, 9,5 skokova i 6,8 asistencija. Konačno umirovljenje od profesionalne košarke objavio je nakon završetka sezone 1997./98.

## Reprezentacija
S američkom reprezentacijom, kao član originalnog Dream Teama, osvojio je zlatnu medalju na Olimpijskim igrama u Barceloni 1992. godine.

## Privatni život
Drexler se vjenčao za svoju suprugu 30. prosinca 1988. godine te s njom ima četvero djece: Ericu, Austina, Elisu i Adama.

## Vanjske poveznice
- Profil na NBA.com
- Profil  Arhivirana inačica izvorne stranice od 4. travnja 2013. (Wayback Machine) na Basketball-Reference.com
- Sažetak karijere na NBA.com